# ダレン・ウエノヤマ
ダレン・ウエノヤマ（Darren Uyenoyama、1979年10月15日 - ）は、アメリカ合衆国の男性総合格闘家。カリフォルニア州サンフランシスコ出身。Faito Tamashii Combat Club所属。
日系アメリカ人3世。母方の祖父母が日本人。

## 来歴
ハウフ・グレイシーの下でブラジリアン柔術を学び黒帯を授与された。レスリングでもカリフォルニア大学選手権で優勝している。
2002年、DEEPでプロ総合格闘技デビュー。
2008年6月15日、DREAM初出場となったDREAM.4で所英男と対戦し、0-3の判定負けを喫した。
2010年9月23日、初出場となった修斗で世界フェザー級（-60kg）王者の勝村周一朗とノンタイトル戦で対戦し、パウンドでKO勝ちを収めた。

### UFC
2011年11月12日、UFC初出場となったUFC on FOX 1で山本"KID"徳郁と対戦。終始グラウンドでコントロールし、3-0の判定勝ちを収めた。
2012年10月5日、フライ級転向初戦となったUFC on FX 5でフィル・ハリスと対戦し、リアネイキドチョークで一本勝ちを収めた。
2013年4月20日、UFC on FOX 7でフライ級ランキング1位のジョセフ・ベナビデスと対戦し、KO負け。

## 戦績
| 総合格闘技 戦績 | 総合格闘技 戦績 | 総合格闘技 戦績 | 総合格闘技 戦績 | 総合格闘技 戦績 | 総合格闘技 戦績 | 総合格闘技 戦績 |
| --------------- | --------------- | --------------- | --------------- | --------------- | --------------- | --------------- |
| 16 試合         | (T)KO           | 一本            | 判定            | その他          | 引き分け        | 無効試合        |
| 10 勝           | 2               | 4               | 4               | 0               | 0               | 0               |
| 6 敗            | 2               | 1               | 3               | 0               | 0               | 0               |

| 勝敗 | 対戦相手                   | 試合結果                          | 大会名                                                    | 開催年月日     |
| ×    | ライリー・ドゥトロ         | 1R 2:46 TKO（スタンドパンチ連打） | PXC 55: Aguon vs. Jones 【PXCフライ級王座決定戦】         | 2016年11月18日 |
| ○    | 渡辺健太郎                 | 5分3R終了 判定2-1                 | PXC 47                                                    | 2015年3月13日  |
| ○    | シェーン・アルバレス       | 1R TKO（パウンド）                | PXC 45                                                    | 2014年10月24日 |
| ×    | アルプトキン・オズキリッチ | 5分3R終了 判定1-2                 | UFC on FOX 9: Johnson vs. Benavidez 2                     | 2013年12月14日 |
| ×    | ジョセフ・ベナビデス       | 2R 4:50 KO（左ボディブロー）      | UFC on FOX 7: Henderson vs. Melendez                      | 2013年4月20日  |
| ○    | フィル・ハリス             | 2R 3:38 リアネイキドチョーク      | UFC on FX 5: Browne vs. Bigfoot                           | 2012年10月5日  |
| ○    | 山本"KID"徳郁              | 5分3R終了 判定3-0                 | UFC on FOX 1: Velasquez vs. dos Santos                    | 2011年11月12日 |
| ○    | 勝村周一朗                 | 2R 3:53 KO（パウンド）            | 修斗 The Way of SHOOTO 05 〜Like a Tiger, Like a Dragon〜 | 2010年9月23日  |
| ×    | 宮下トモヤ                 | 2R 1:10 フロントチョーク          | DEEP 47 IMPACT                                            | 2010年4月17日  |
| ○    | ブラッド・ロシュター       | 5分3R終了 判定3-0                 | Strikeforce: Destruction                                  | 2008年11月21日 |
| ×    | 所英男                     | 2R（10分/5分）終了 判定0-3        | DREAM.4 ミドル級グランプリ2008 2nd ROUND                  | 2008年6月15日  |
| ○    | アンソニー・フィゲロア     | 1R 1:27 フロントチョーク          | Strikeforce: Shamrock vs. Le                              | 2008年3月29日  |
| ○    | アンドリュー・ヴァラダレス | 1R 0:59 チョークスリーパー        | Strikeforce: Young Guns 2                                 | 2008年2月1日   |
| ×    | ロナルド・ヴェラスコ       | 5分3R終了 判定0-3                 | CCFC: Undefeated                                          | 2007年10月6日  |
| ○    | ウィル・ナーボーン         | 1R 2:30 チョークスリーパー        | CCFC: Judgement Day                                       | 2007年2月17日  |
| ○    | ランバー・ソムデート吉沢   | 5分3R終了 判定3-0                 | DEEP2001 5th IMPACT in DIFFER ARIAKE                      | 2002年6月9日   |

## 獲得タイトル
- ワールドレスリングゲームズ グラップリング62kg級 優勝（2007年）